# Municipio de San Pedro Quiatoni
El municipio de San Pedro Quiatoni es uno de los 570 municipios del estado mexicano de Oaxaca. Su cabecera es la localidad de San Pedro Quiatoni.

## Toponimia
Donde ahora está la población de San Pedro antes era una laguna. Se cuenta que en esa laguna apareció una imagen de Simón Pedro, seguidor de Jesucristo y fundador de la Iglesia católica. En honor al santo le pusieron el nombre de San Pedro, y debido a su localización se le agregó Quiatoni que significa en zapoteco: piedra larga; se compone de Quia, "piedra" y Duni, "larga"”.

## Geografía
San Pedro Quiatoni está en el distrito de Tlacolula, a 129 kilómetros de la capital del estado. Sus coordenadas geográficas son Entre los paralelos 16°37’ y 16°54’ de latitud norte; los meridianos 95°54’ y 96°11’ de longitud oeste; altitud entre 500 y 2 600 m. El municipio limita con varios municipios: al norte se encuentra Santo Domingo Tepuxtepec y Santa María Tepantlali, al noreste San Juan Juquila Mixes, al este y una pequeña parte del sur con San Carlos Yautepec, al sudeste con Santa Ana Tavela, al sur con Nejapa de Madero, al sudoeste con San Pedro Totolapa, al oeste con Tlacolula de Matamoros y San Lorenzo Albarradas y al noroeste con San Juan del Río.
Ocupa el 0.60% de la superficie del estado. Cuenta con 45 localidades y una población total de 10 491 habitantes. (De acuerdo a un censo en 2010)

## Fauna y Flora
```
   FAUNA
```

Tucán, chachalaca, pavo silvestre, águila, zopilote, gavilán, palomas, colibrí, canarios y quetzales, venados, temazates, conejos, jabalí, tejones, tepezcuintles, zorrillos, zorra, topo, ratón, tapir, tigrillo y armadillo, alacrán, oso hormiguero. 
Víboras: venadera, sorda, lahoyaca, coralillo, cascabel, boa y de estrella.
```
 FLORA 
```

Tulipán, cartucho, jacarandá, cempazuchil, bugambilias, de campana, de castilla y gladiolas, árboles: pino, cedro, caoba, yacahite, ocote, encino y eucalipto
Plantas comestibles como: Huele de noche, huacal, hierba mora, nopal, tepejilote, verdolagas, quintoniles, hongos, y camochayote.
Frutos: aguacate, plátano, naranjas, lima limón, limón, lima de chiche, papaya, mamey, chico zapote, zapote negro, ciruelas, guayabas, pitayas, tejocote, manzana, sandía, chayote. 
Plantas medicinales: laurel, camino de hormiga, anís, hojas de naranja, hojas de guayaba, gordolobo, cola de caballo, hierba maestra, Santa María, epazote y hierba buena, pasle.